# Sinus infraorbitalis

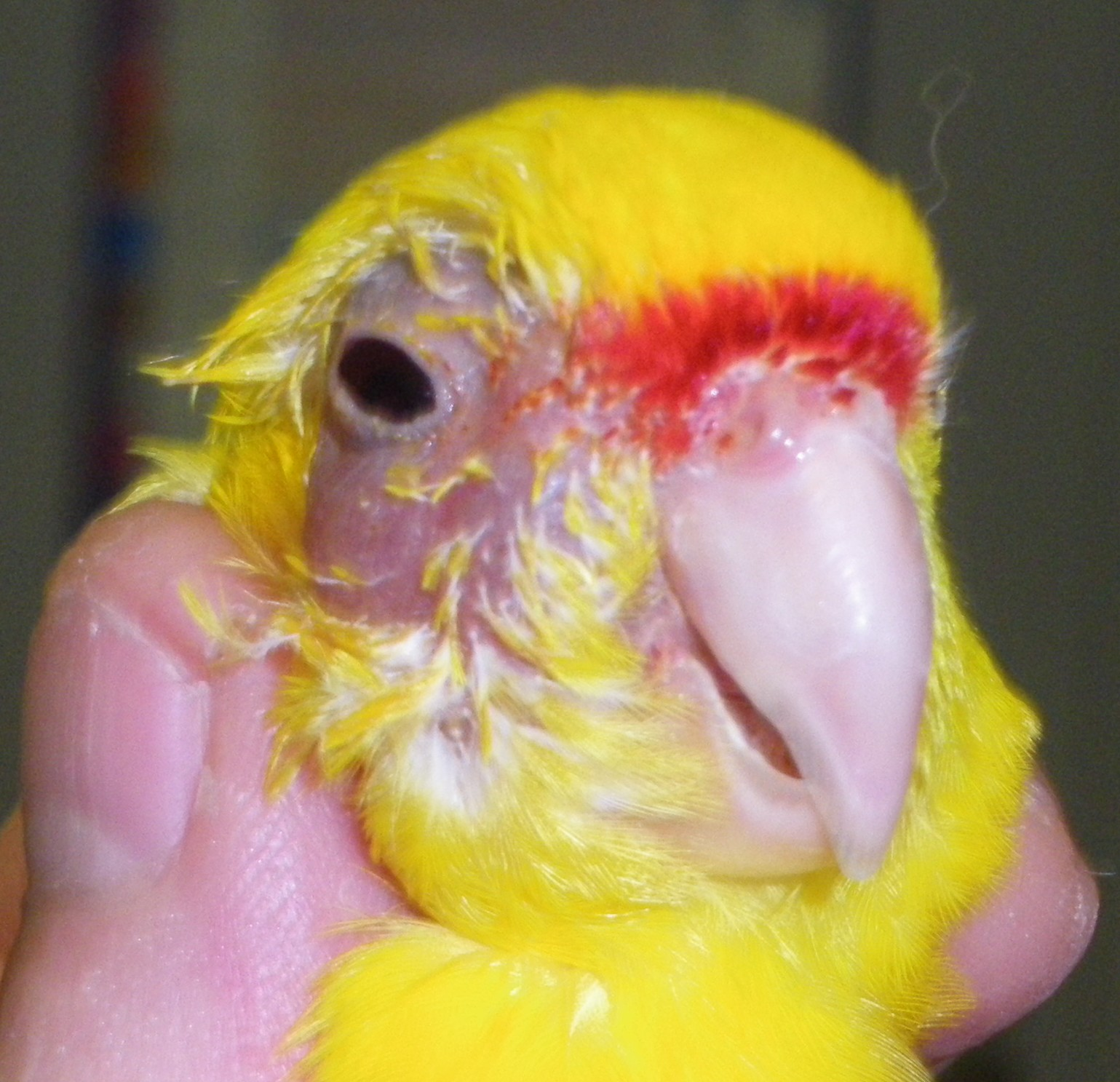
Anschwellung des Sinus infraorbitalis bei einem Wellensittich

Der Sinus infraorbitalis (lat. für „Unteraugenhöhle“), auch Infraorbitaltasche genannt, ist eine Nasennebenhöhle bei Vögeln und entspricht vermutlich der Kieferhöhle der Säugetiere. Im Gegensatz zu den Nasennebenhöhlen der Säuger liegt sie nicht zwischen den Platten der Schädelknochen, sondern direkt unter der Haut. Der Sinus infraorbitalis liegt schnabelwärts und unterhalb des Auges. In der oberen Wand besitzt er zwei Öffnungen, eine zur Nasenhöhle und zur hinteren Nasenmuschel. Der überwiegende Teil des Sinus infraorbitalis ist von kutaner Schleimhaut ausgekleidet, im hinteren Teil durch respiratorische Schleimhaut mit Flimmerepithel.
Bei Erkrankungen der oberen Atemwege kommt es häufig zu einer Beteiligung des Sinus infraorbitalis. Diese Sinusitis infraorbitalis zeigt sich als Schwellung der Unteraugenregion.